# Beroea (stolica tytularna)
Beroea (łac. Diœcesis Berœensis) – stolica historycznej archidiecezji w Cesarstwie Rzymskim (prowincja Siria I), współcześnie w Syrii. Istniała w IV-VI wieku, jej pierwszym biskupem był późniejszy patriarcha Antiochii, Eustacjusz. W 1929 formalnie ustanowiona katolickim arcybiskupstwem tytularnym, od 1974 nie jest obsadzona.

## Arcybiskupi tytularni
| Lp. | Biskup                     | Od               | Do               |
| --- | -------------------------- | ---------------- | ---------------- |
| 1   | Moisés Coelho              | 12 lutego 1932   | 16 sierpnia 1935 |
| 2   | Edward Myers               | 20 stycznia 1951 | 13 września 1956 |
| 3   | Felipe Hermosa y Sarmiento | 17 grudnia 1956  | 20 stycznia 1971 |
| 4   | Domenico Picchinenna       | 29 maja 1971     | 16 lipca 1974    |